# Čerpací stanice pohonných hmot

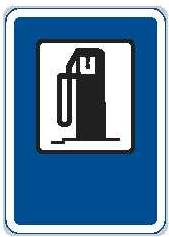
Česká značka značící čerpací stanici

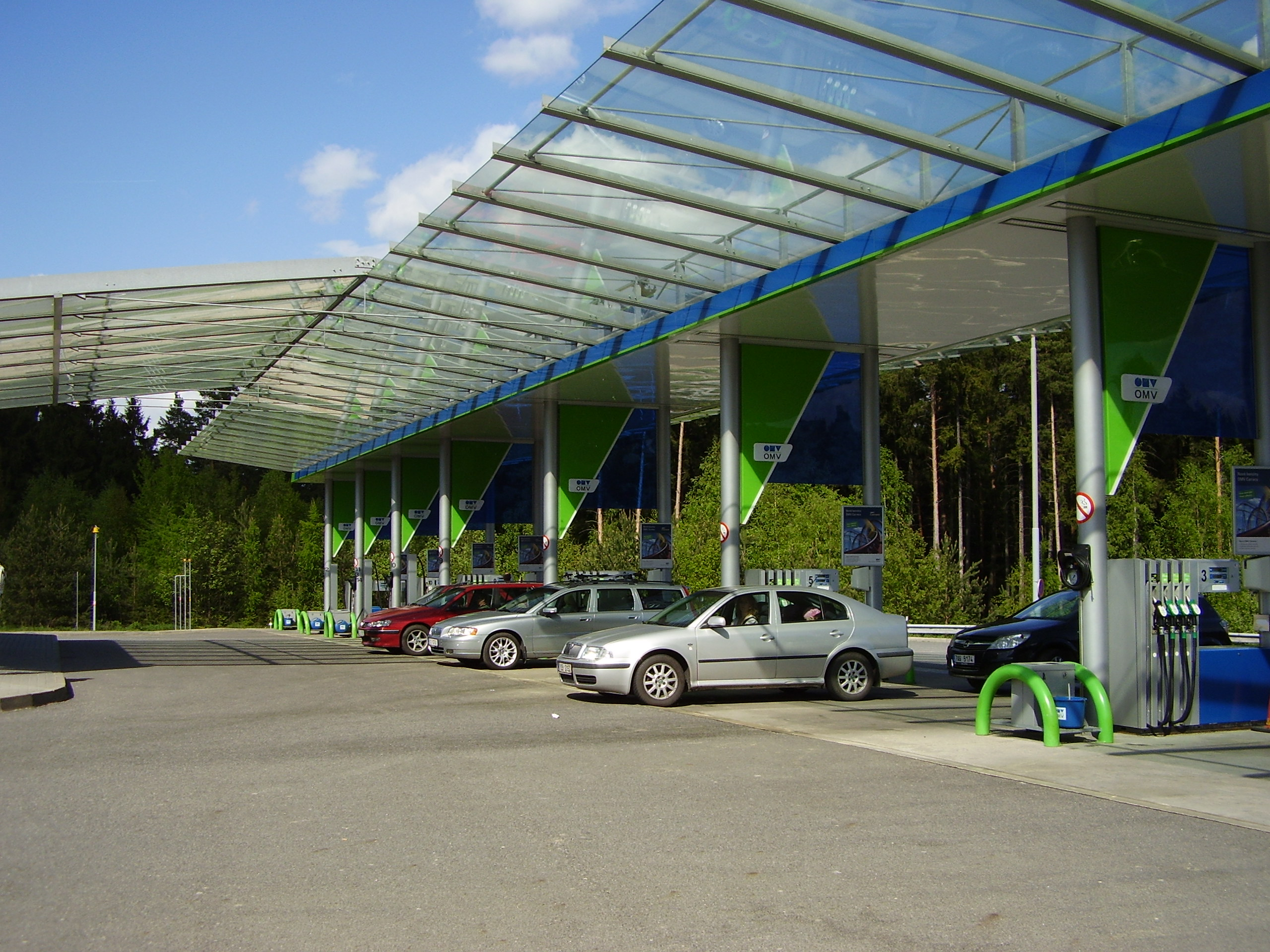
Čerpací stanice při dálnici D1

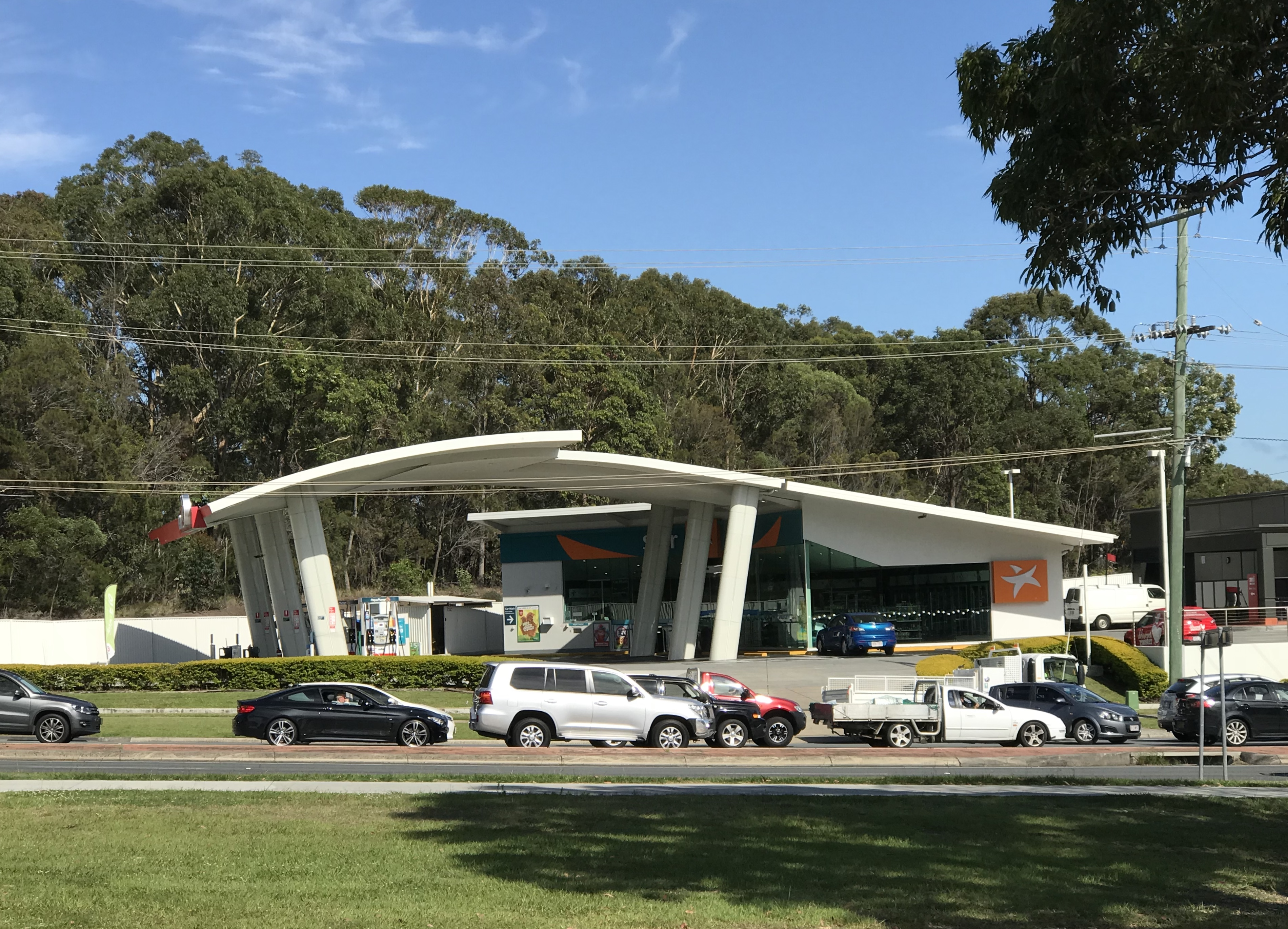
Architektonicky individualizovaná, originální pumpa Queensland, Australie

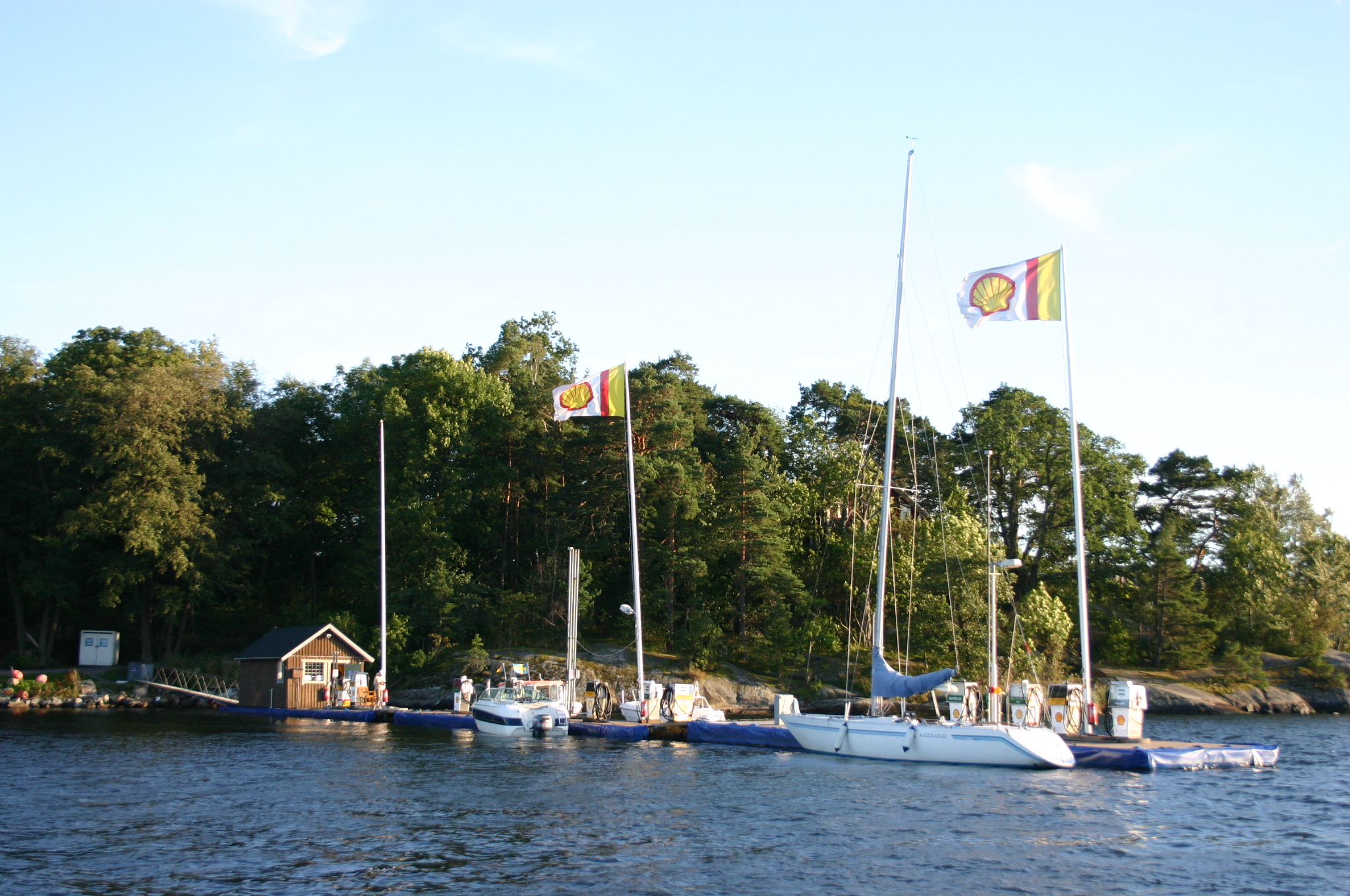
Čerpací stanice pro doplňování paliva do motorových lodí

Čerpací stanice neboli benzinová pumpa, hovorově benzinka, čerpačka nebo pumpa, je místo sloužící k doplňování paliv do motorových vozidel.
Nejčastěji prodávanými palivy jsou různé druhy benzínu či nafty. Vlastní čerpací stanice jsou samostatně stojící objekty v těsném sousedství pozemních komunikací se samostatným vjezdem z komunikace. Některé čerpací stanice se nacházejí v hospodářských objektech (průmyslových, zemědělských) či na letištích. Letištní čerpací stanice jsou uzpůsobeny k tankování leteckého petroleje, nebo benzínu. Svébytným typem jsou čerpací stanice umístěné v přístavech (např. jachetních přístavech - marinách) určené k doplňování paliva do motorových lodí. V přímořských oblastech se i veřejné čerpací stanice pro automobily nacházejí právě v přístavech.
Některé stanice mívají i možnost doplňování ropného plynu resp. LPG, nebo zemního plynu CNG pro pohon vozidel.
Mimo rafinérských společností, jako je OMV, Shell nebo Unipetrol, provozují čerpací stanice někdy i jiné subjekty, jako např. řetězec Tesco.
Čerpací stanice se poměrně často stávají terčem loupežných přepadení.

## Neveřejné čerpací stanice
Své vlastní prostory pro čerpání pohonných hmot mívají i velké objekty garáží např. pro autobusovou dopravu. Doplňování pohonných hmot do motorových lokomotiv se provádí také v lokomotivních depech.

## Možné doplňkové služby
- parkoviště
- vysavače nečistot

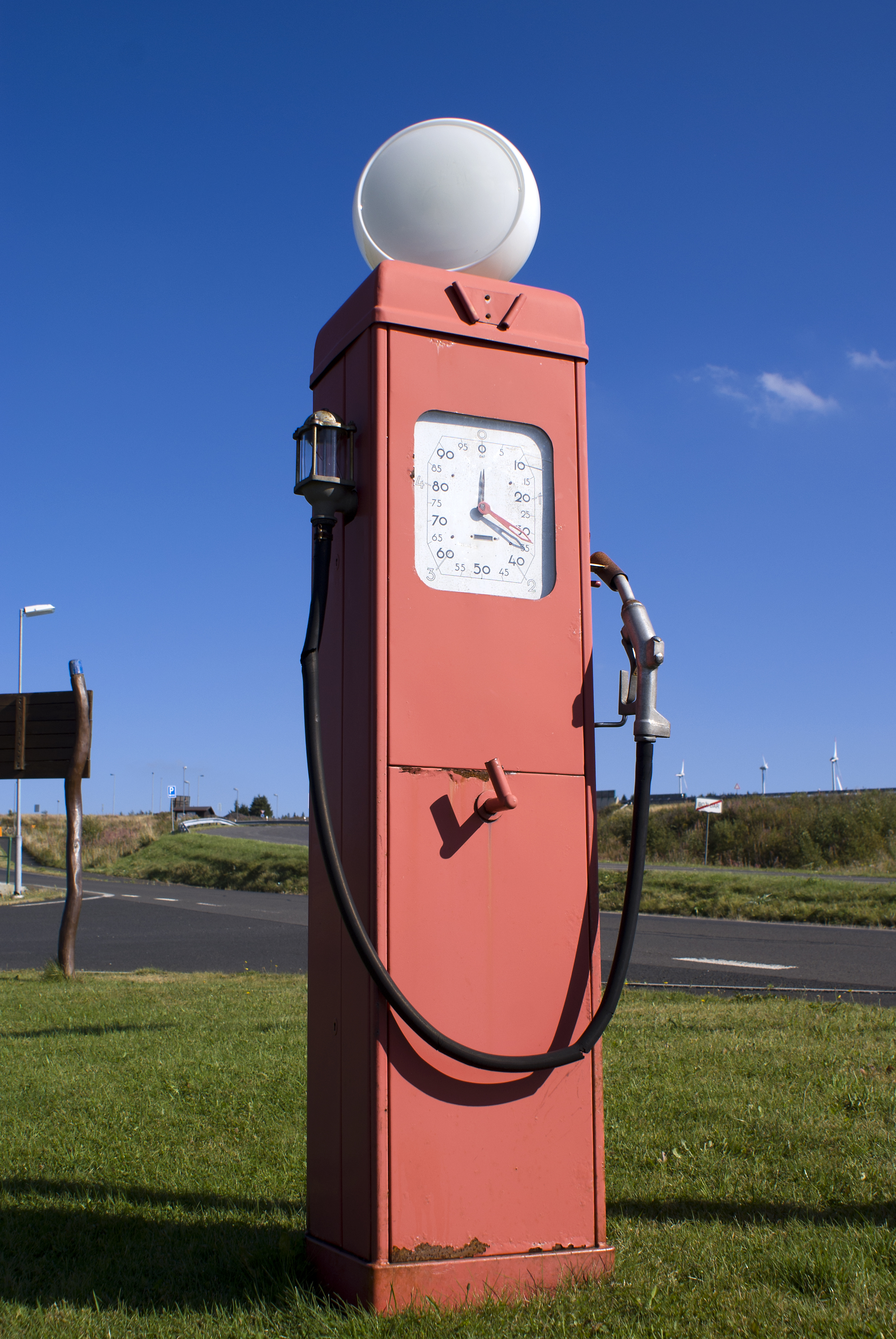
Historická benzínová pumpa, Boží Dar

- dohušťování pneumatik s možností kontroly tlaku vzduchu v pneumatikách
- doplňkový prodej potřeb pro motoristy
- mytí vozidel (mycí linka)
- sociální zařízení (záchod, umývárna, sprcha)
- prodej jídel, nápojů a apod. (bufet)
- prodej drobného nepotravinářského zboží (noviny, časopisy, upomínkové předměty apod.)
- prodej zkapalněného plynu v lahvích pro topné účely (propan-butan)

## Galerie historických pump

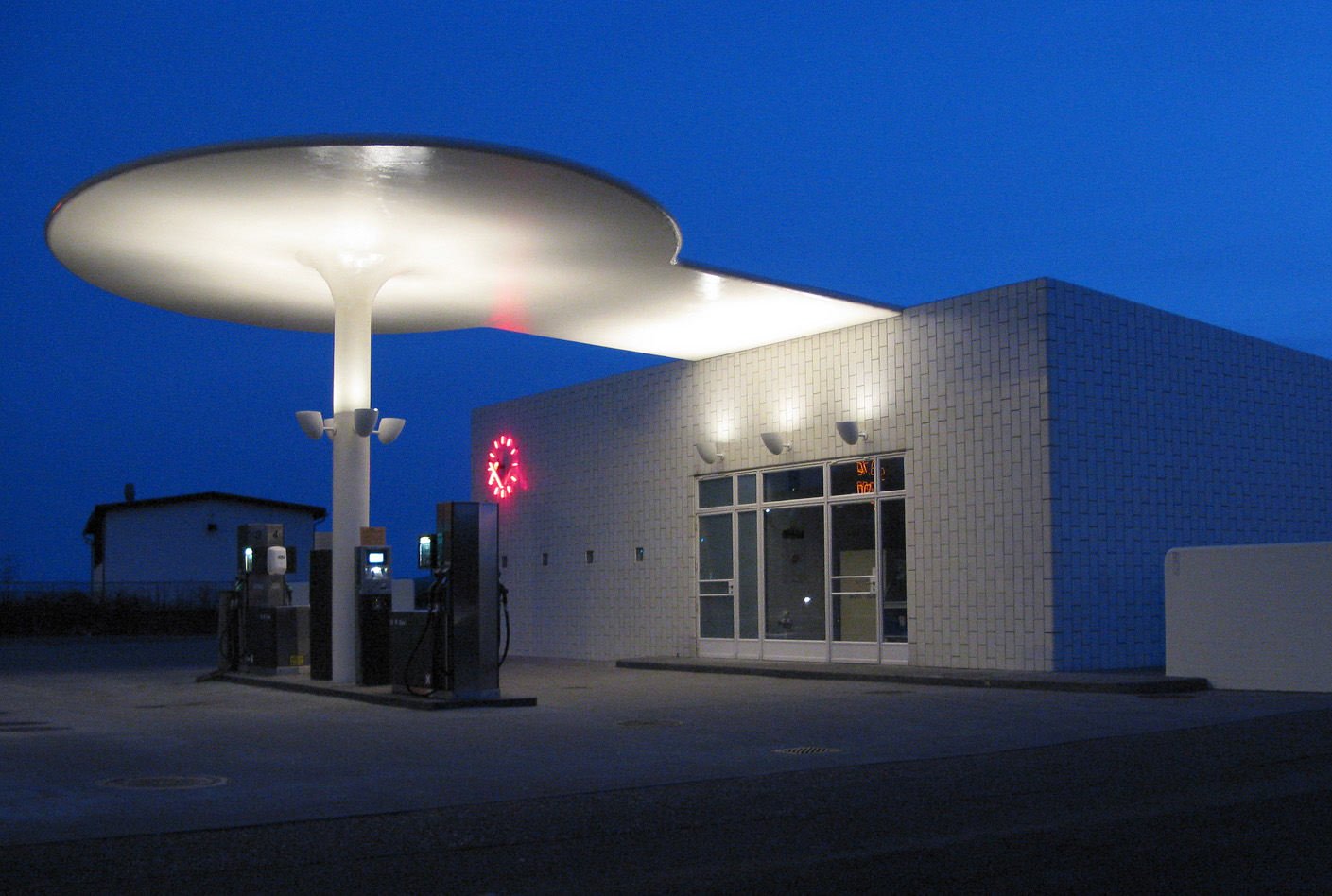
Benzinová pumpa ve Shohshoived u Kodaně, architekt: Arne Jacobson 1936
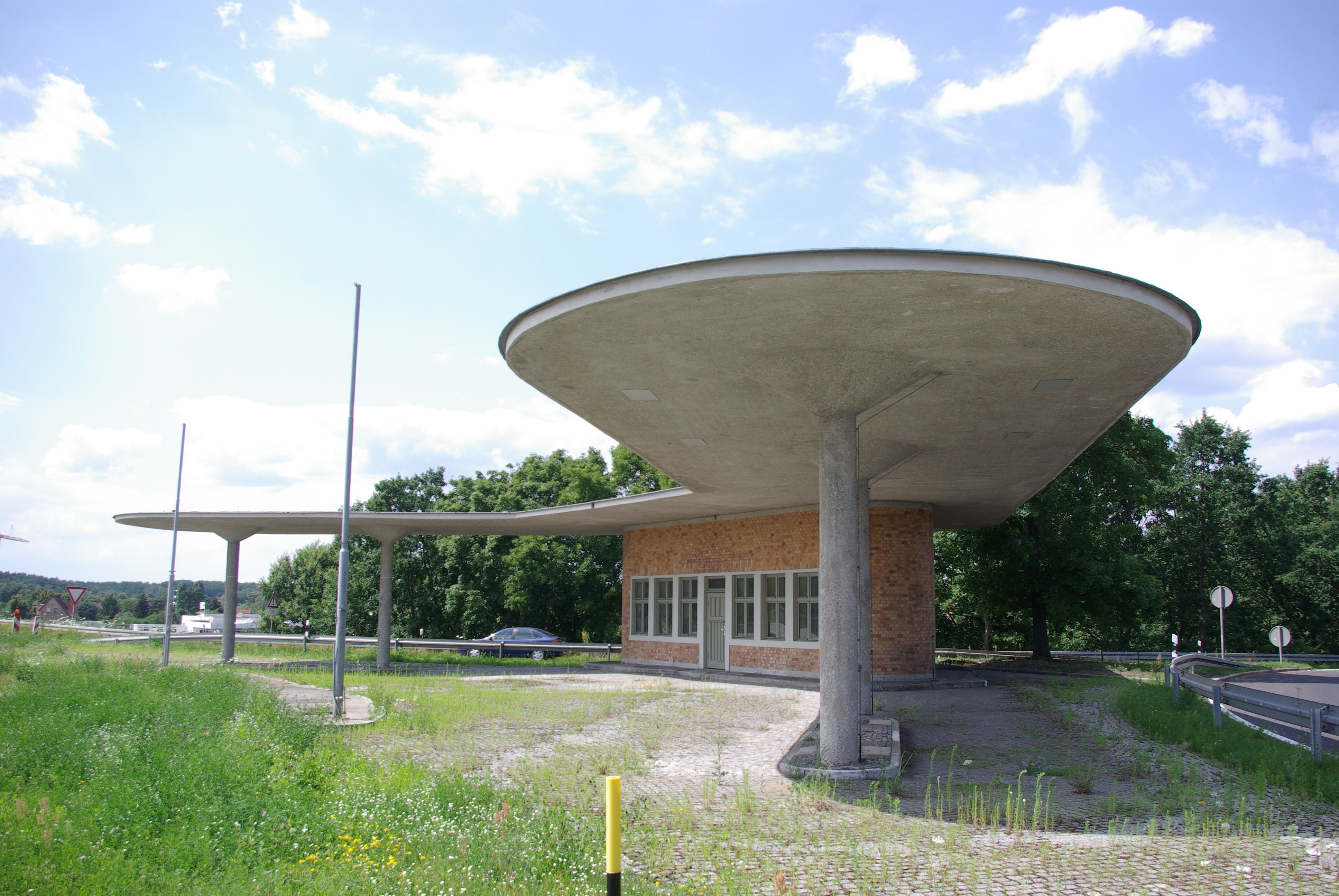
Tankestelle 3, Reichsautobahn 12, Německo, architekt: Fridrich Tamms 1937
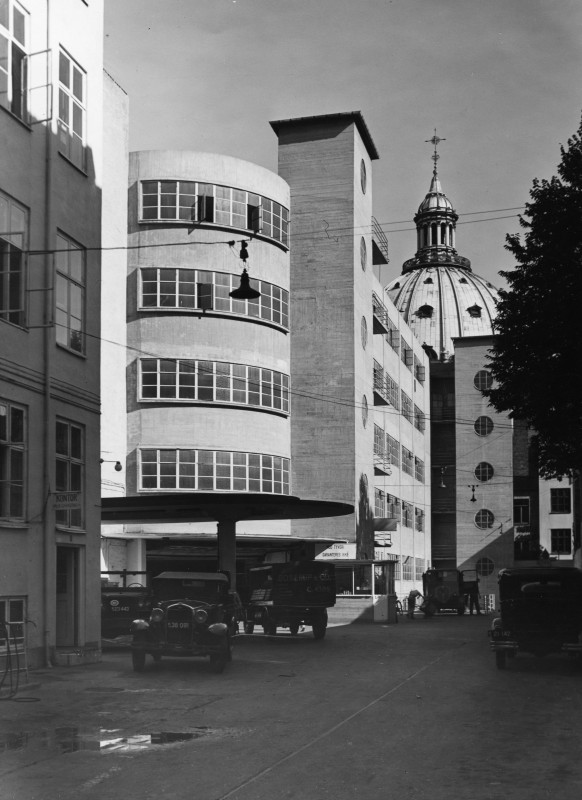
Čerpací stanice benzínu u garáží  Palægaragerne at Dronningens Tværgade 4, Kodaň, Dánsko, architekt: Oscar Grundlach Poedersen. 1934
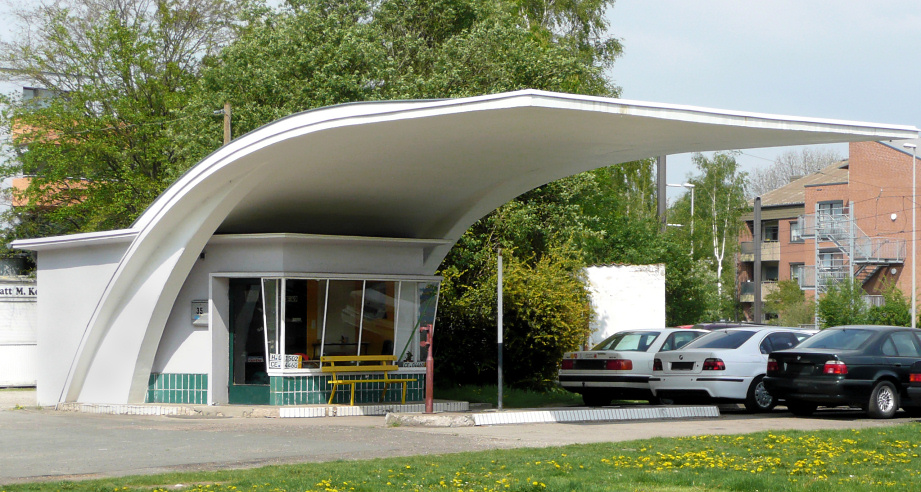
Jedna ze sítě velmi originálních  čerpacích stanic CalTex krytá vlnou z betonové skořepiny, Hannover-Badenstedt, Německo 1957
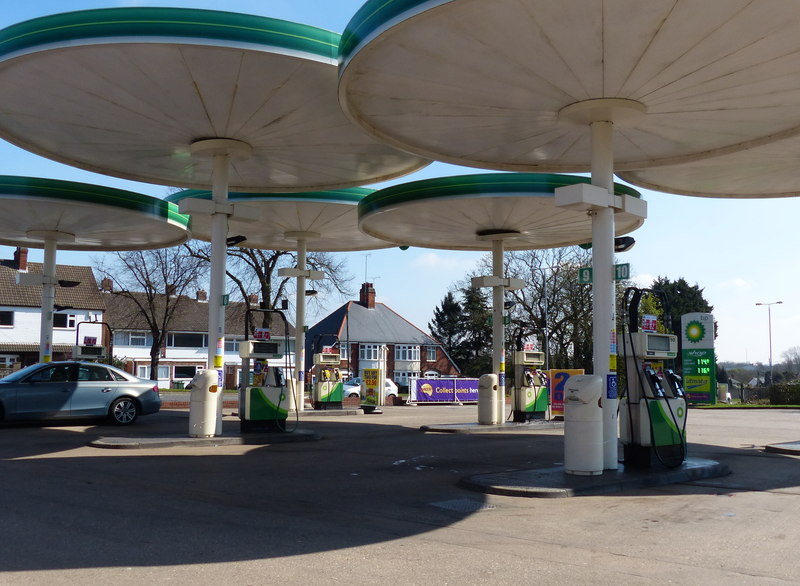
Hřibovitá benzinová pumpa USA
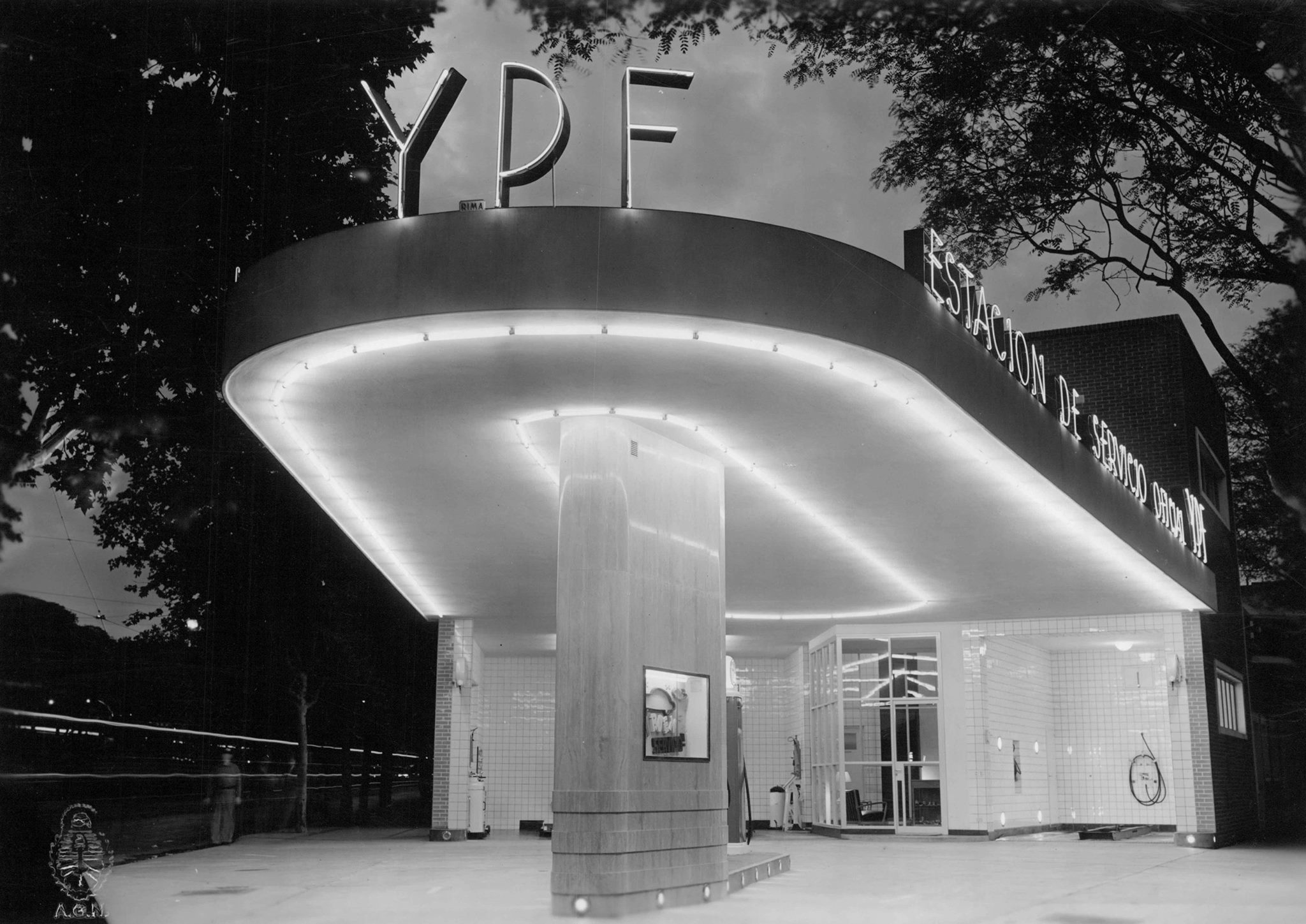
Čerpací stanice Estacion de servicio YPF, Buenos Aires, Argentina 1951. autor neznám
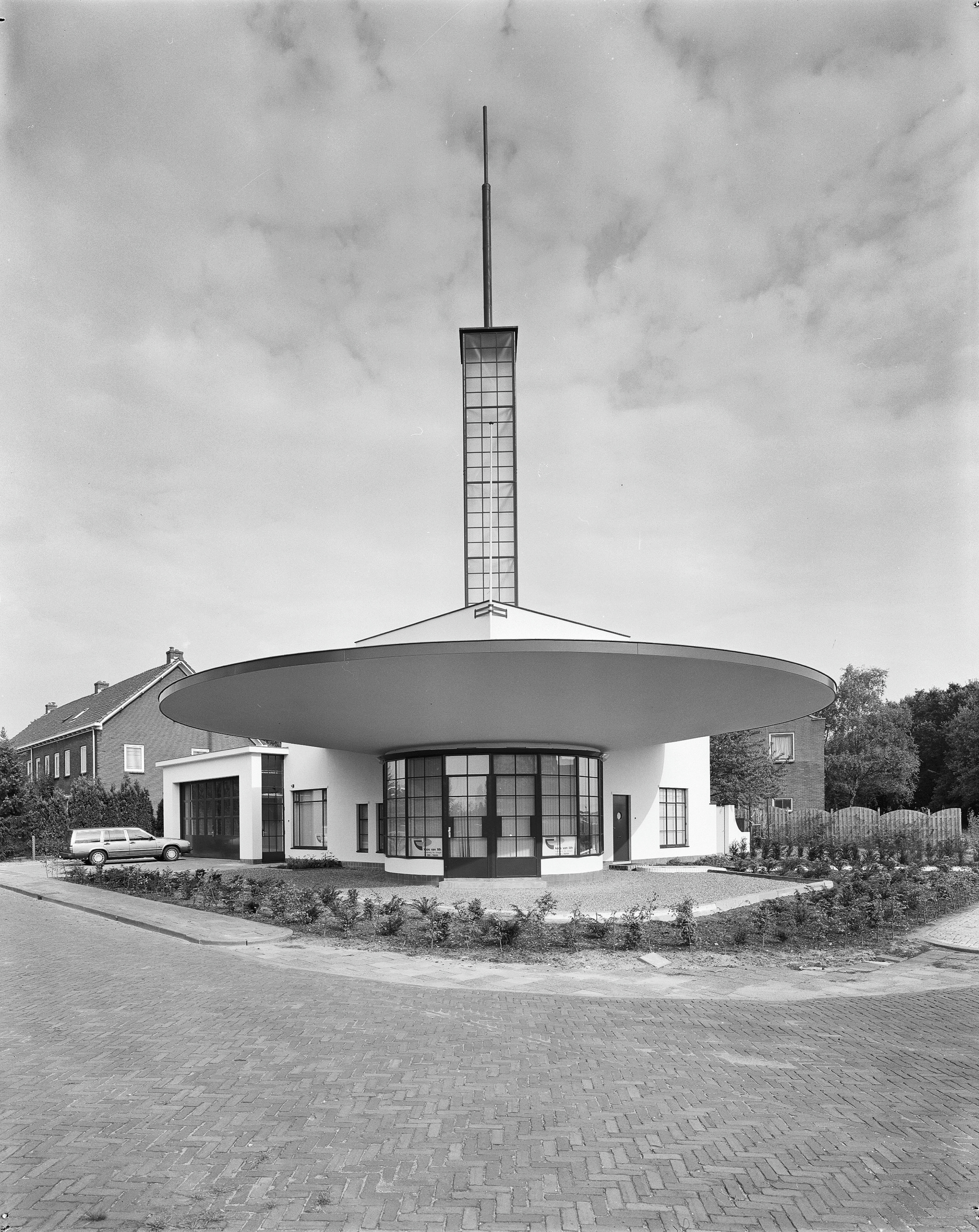
Benzinová čerpací stanice: "Auto palace" - Texaco, Nimjengen, Muldersweg 16, Nizozemí. Architekti: B.J. Meerman+Jan van der Pijll 1936. Průměr 17 m
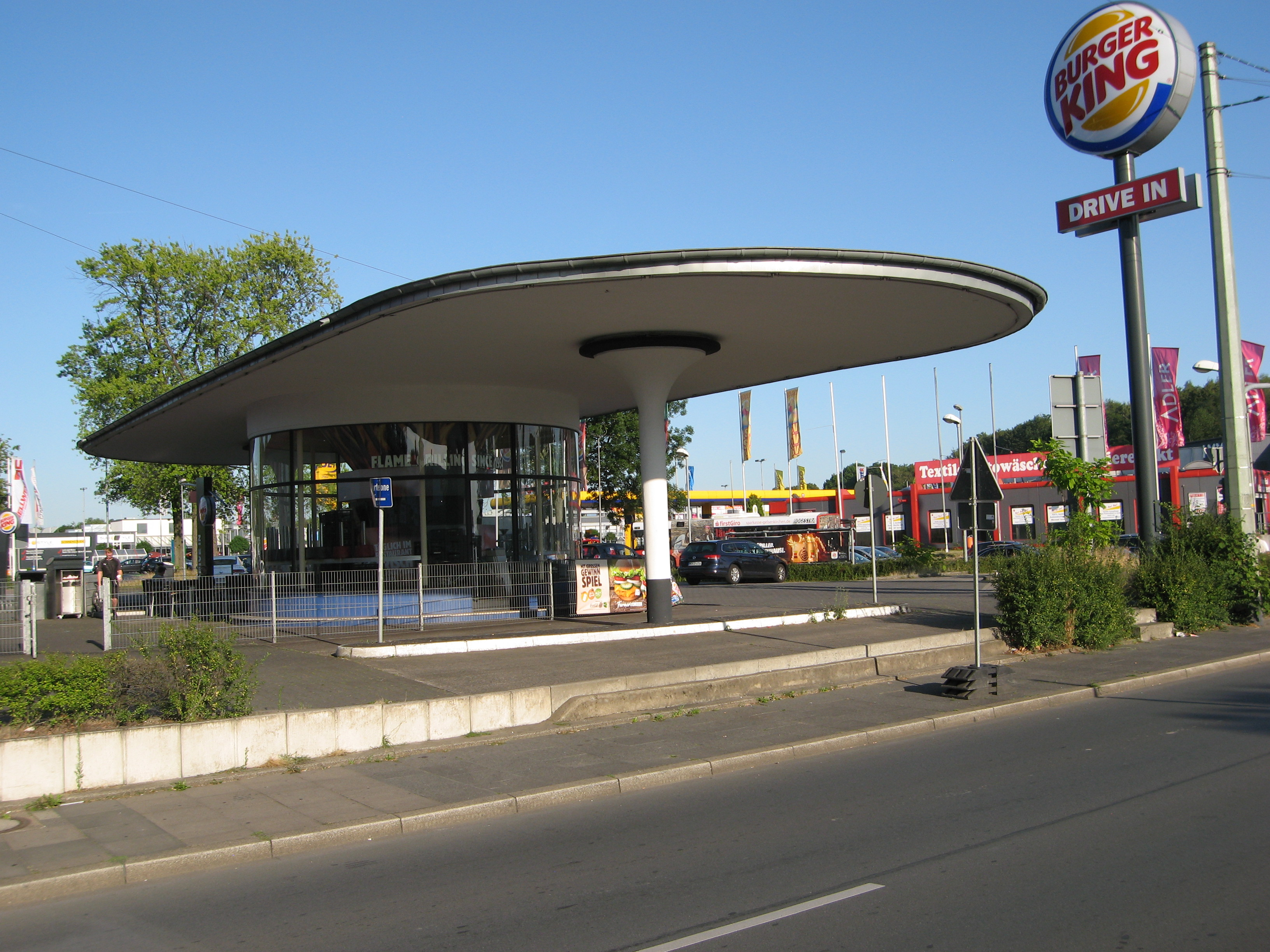
Původní čerpací stanice s hřibovou střechou a trombickou hlavicí, Riemker Straße/Dorstener Straße, Bochum, Německo. 1953-1954 autor neznám

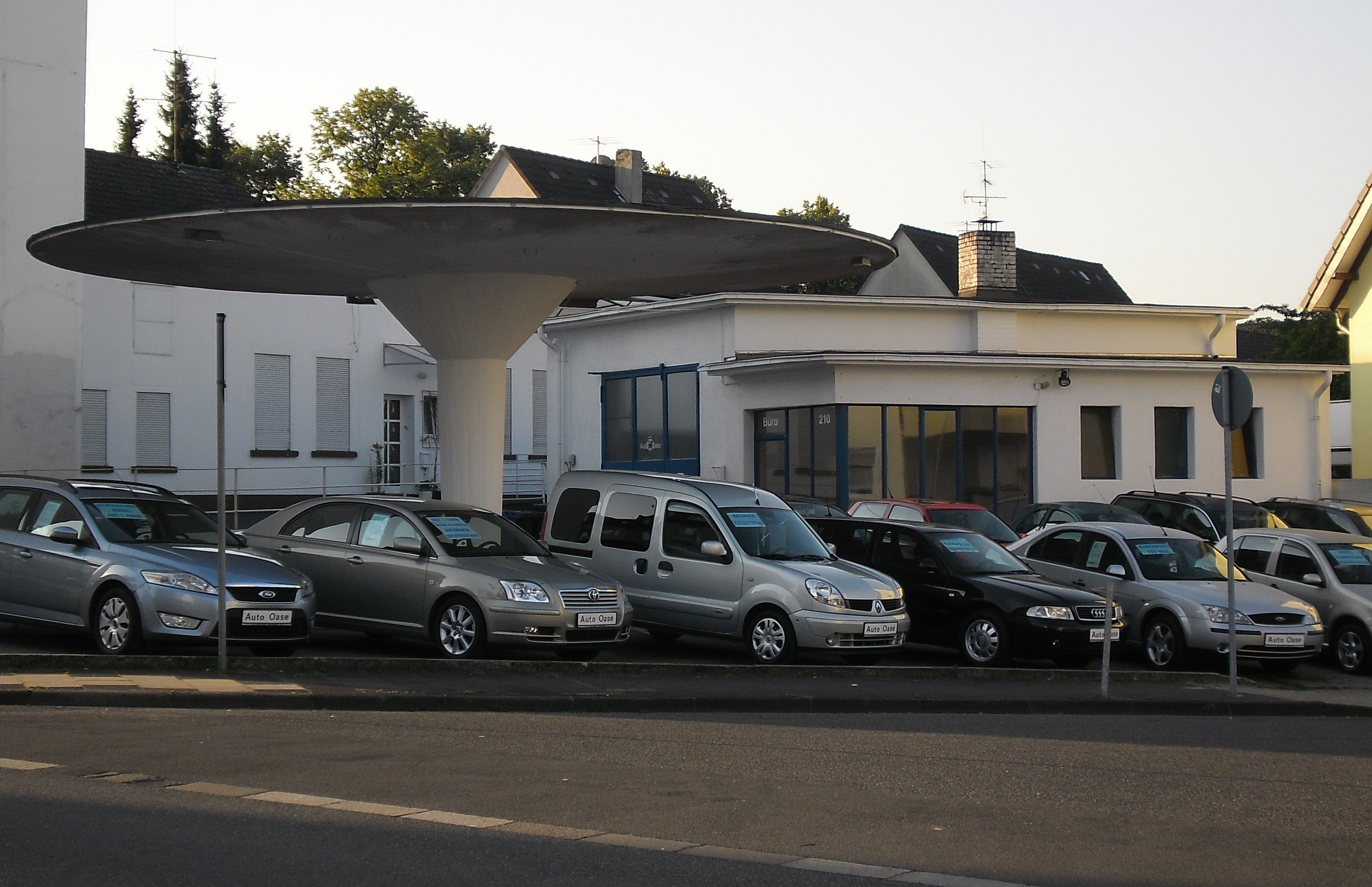
Tankstelle, Lunznerkirchener Strasse 210, Leverkusen, Německo
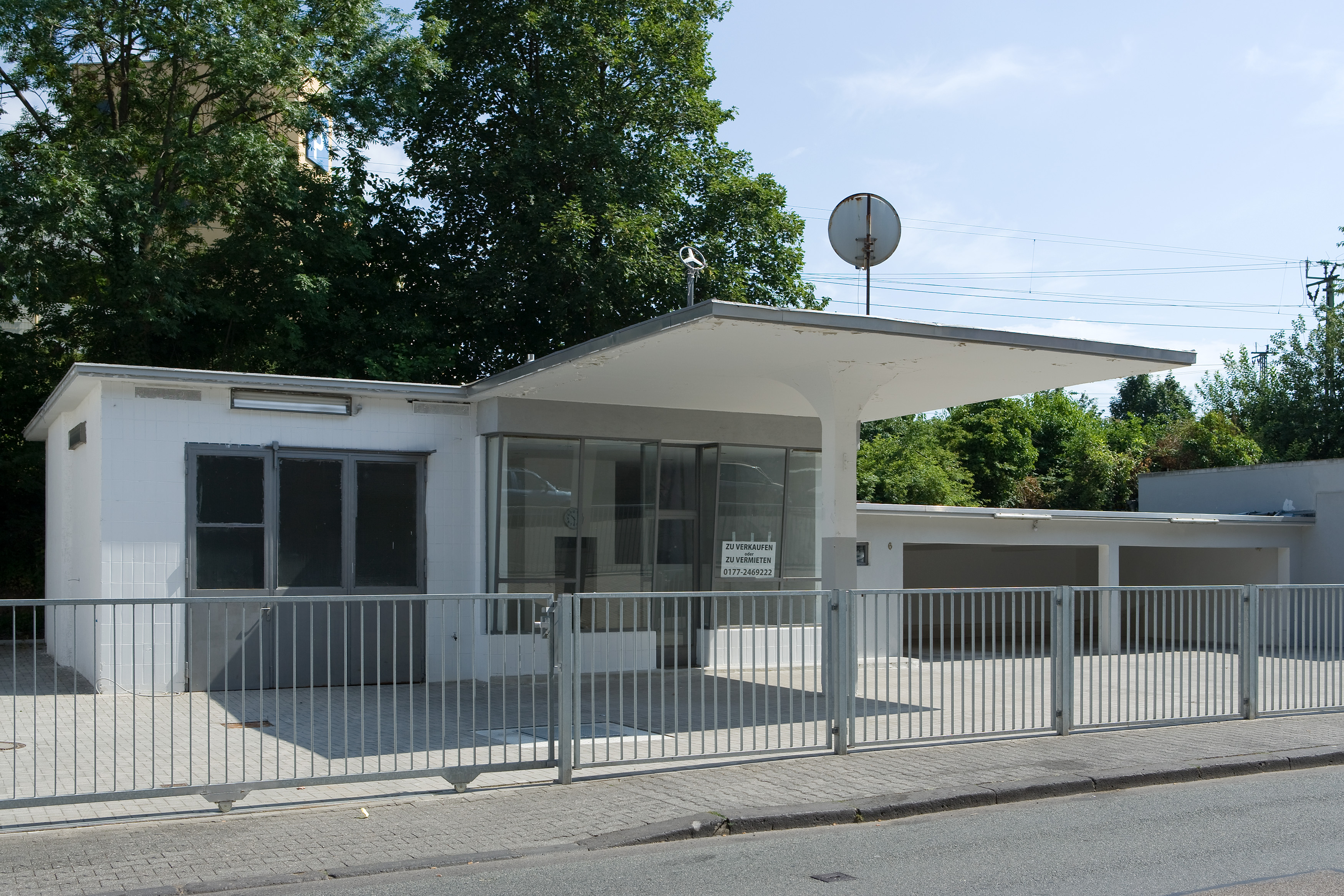
Bývalá čerpací stanice s trombickou hlavicí a tenkou střechou Konrad-Glatt Strasse 4-6, Kolín nad Rýnem
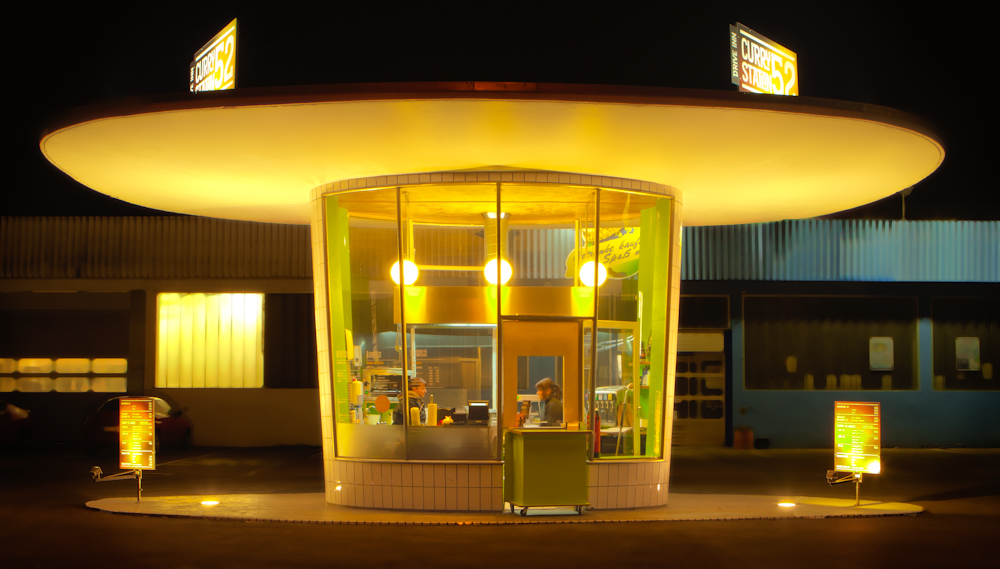
Někdejší čerpací stanice …., Dorsten Bochumer Straße 52, Dorsten Feldmark, Nordrhein-Westfalen. Architekt….19..Německo, architekt Wilhelm Schelkes. 1951
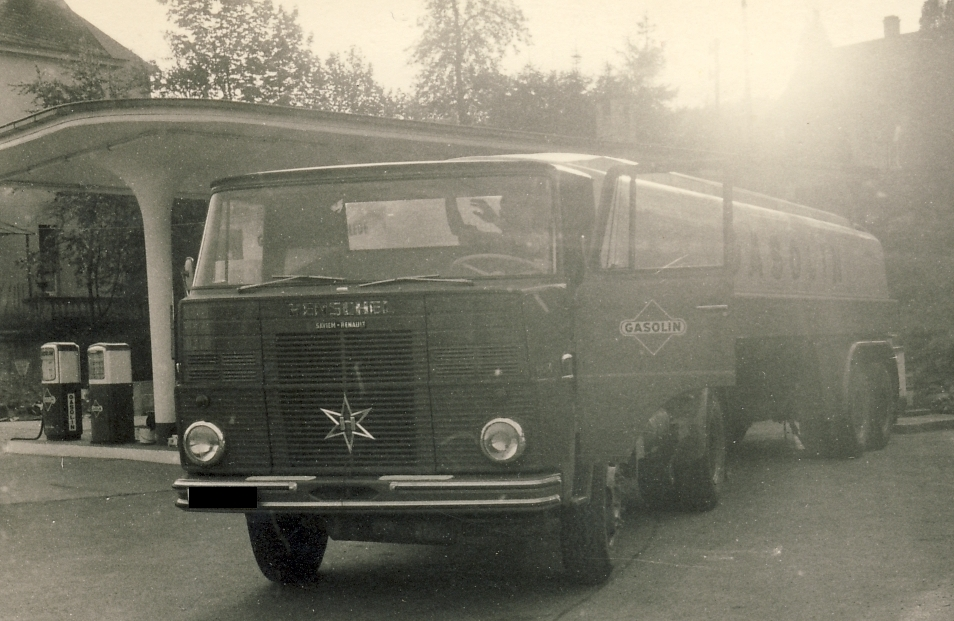
Gasolin, Tankstellekette, Neznámá poloha Německo 1957 (?)
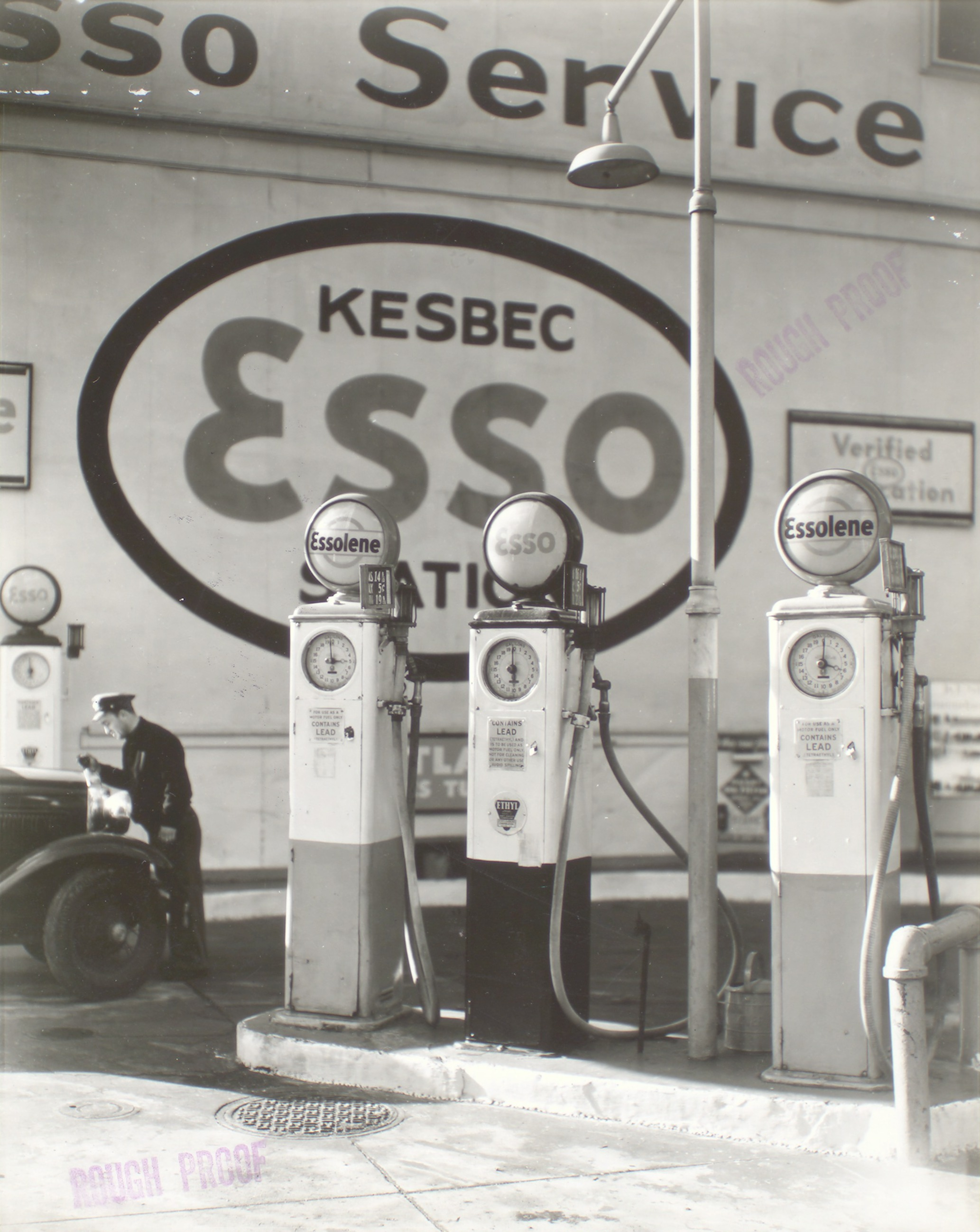
Hřibovitá benzinová pumpa USA
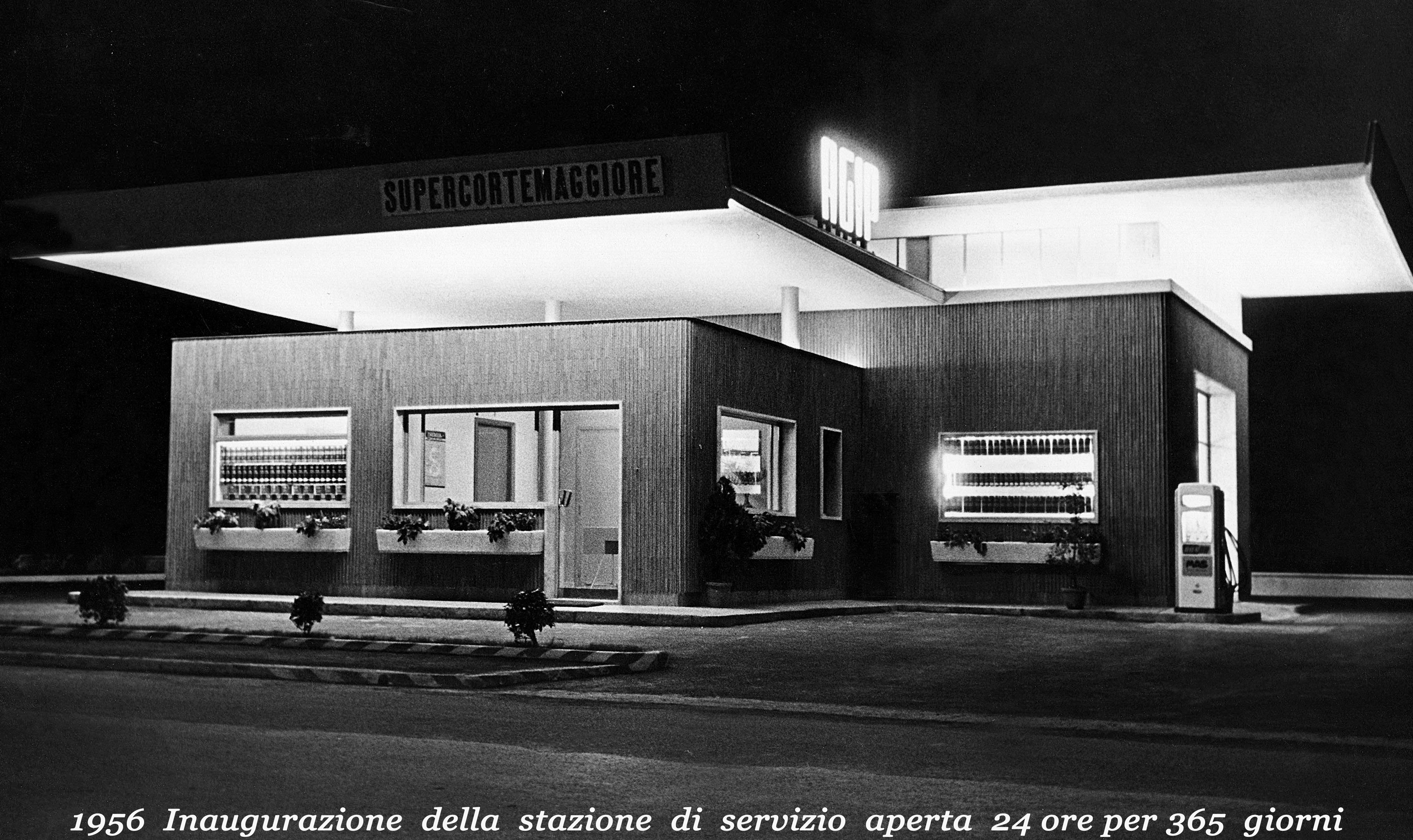
Čerpací stanice AGIP. 1956
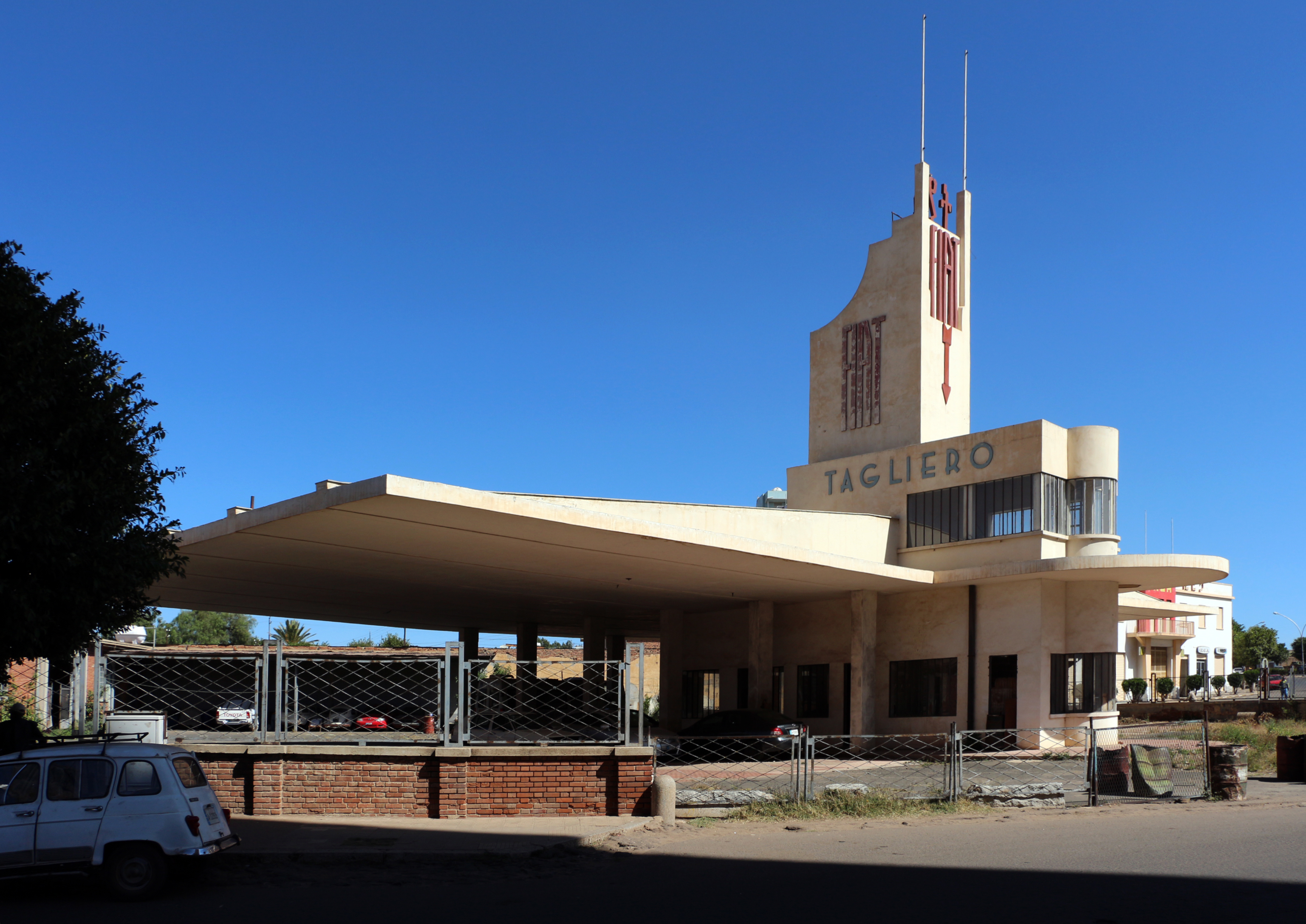
Benzinová čerpací stanice Fiat Tagliero, Asmara, Eritrea. Architekt: Giuseppe Pettazzi 1938
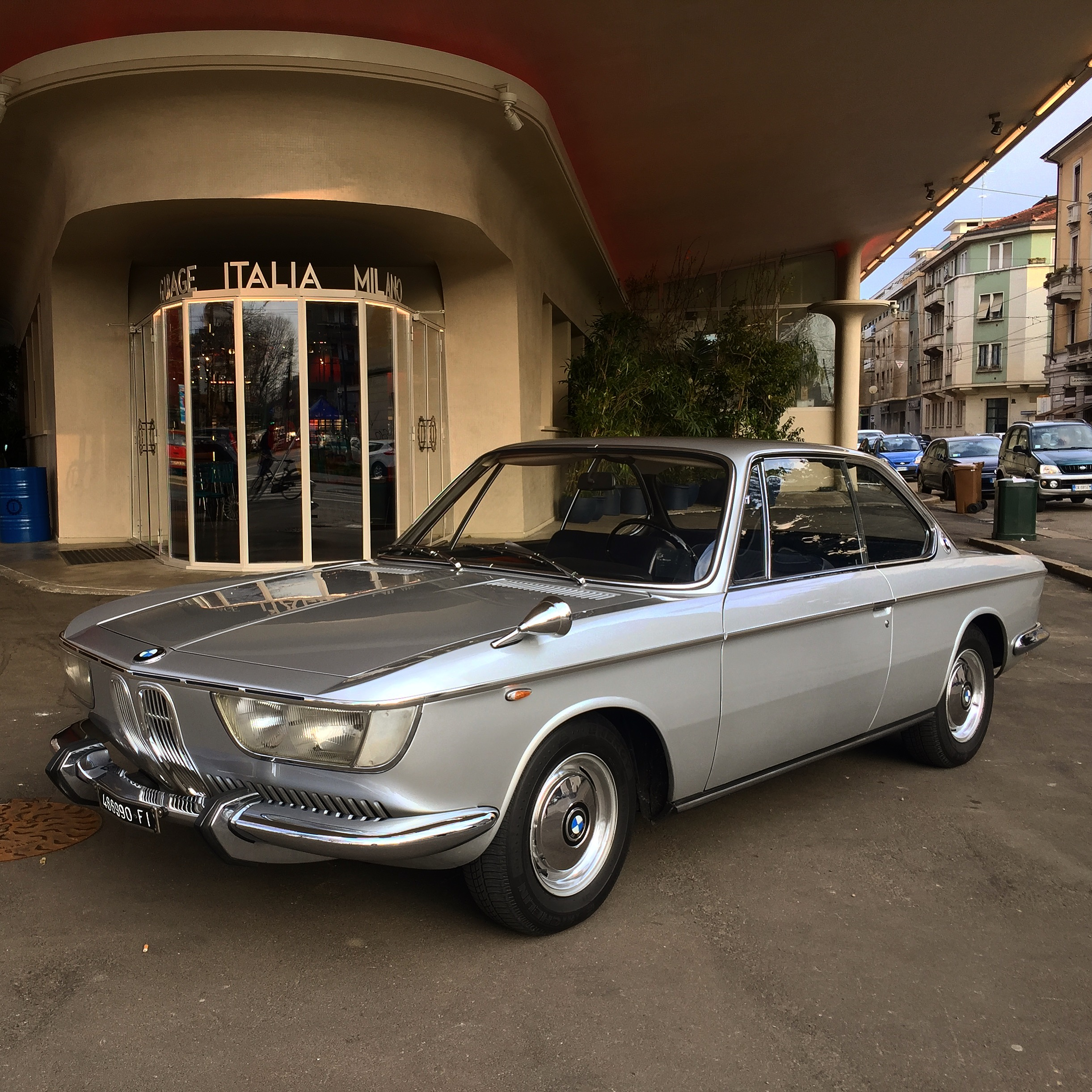
Bývalá čerpací stanice AGIP, Piazzale Accursio Milan. architekt:Mario Bacciocchi  1954
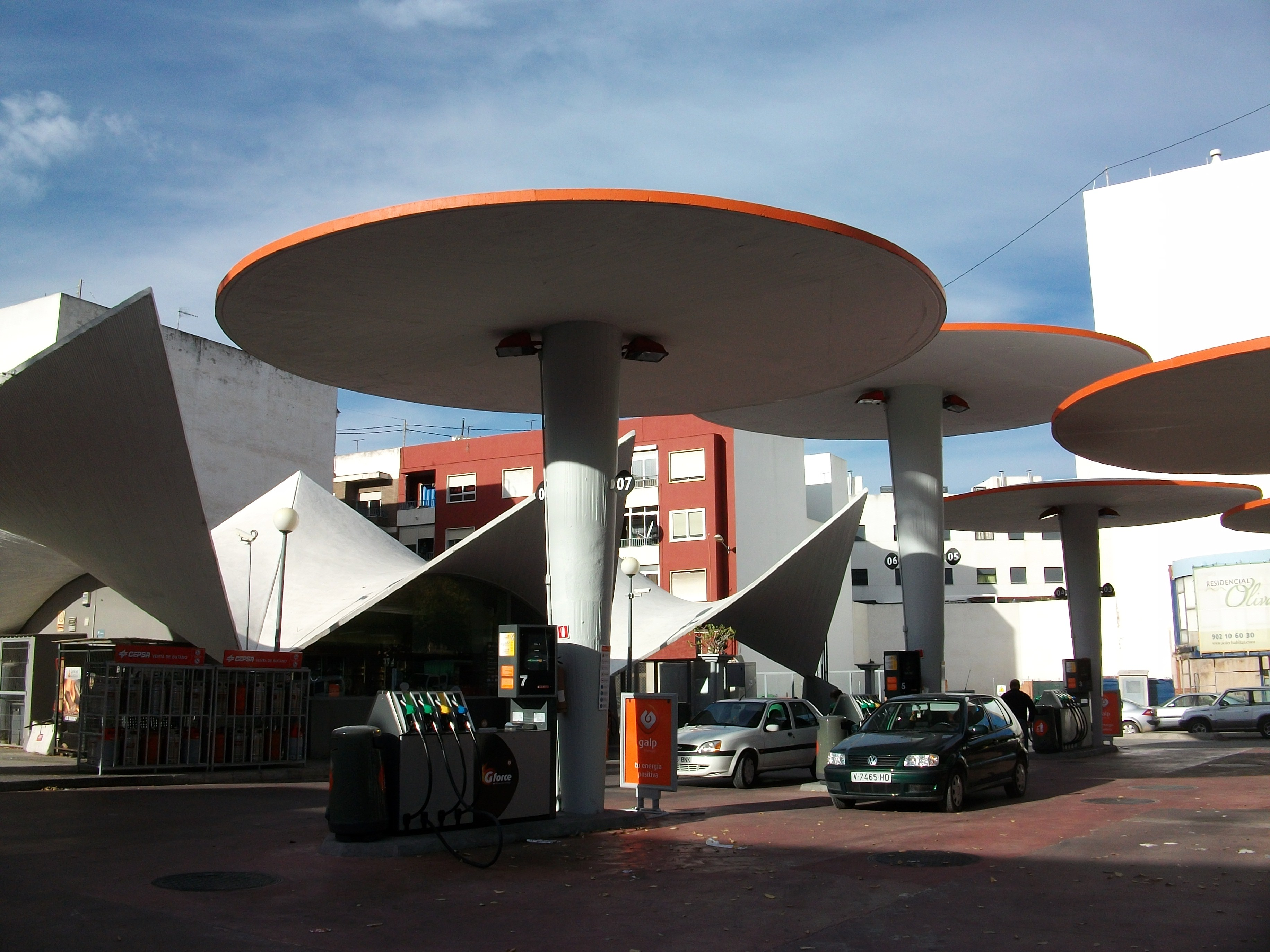
Čerpací stanice Valencie  architekt Juan de Haro Piñar 1960

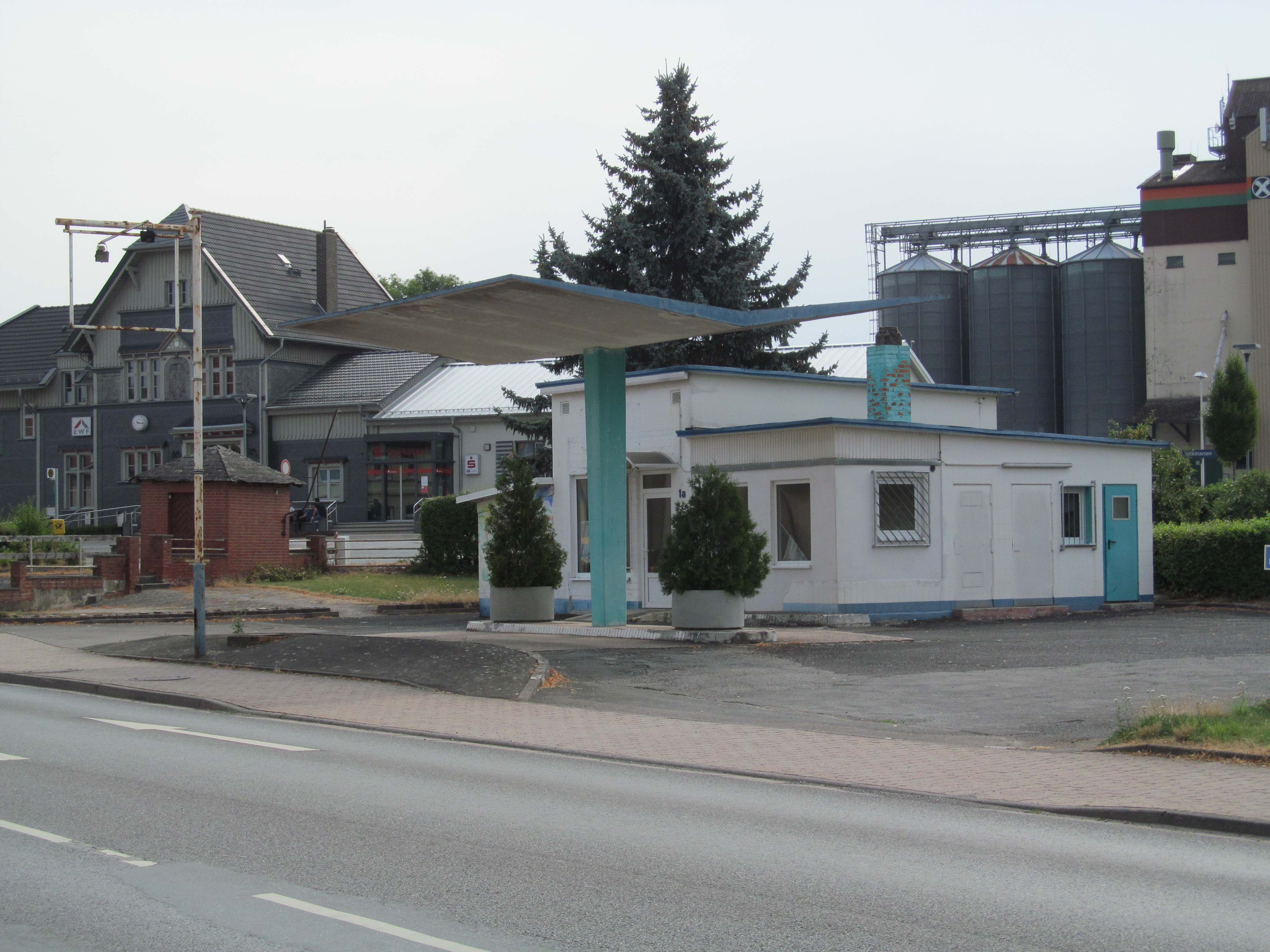
Historická čerpací stanice Arolser Straße 1a, 1, Volkmarsen, Landkreis Waldeck-Frankenberg, Německo